# María del Pilar Cimadevilla y López-Dóriga
María del Pilar Cimadevilla y López-Dóriga, también llamada Pilina Cimadevilla (Madrid, 17 de febrero de 1952 - Madrid, 6 de marzo de 1962) fue una niña española que ha sido proclamada Venerable por la Iglesia Católica.

## Biografía
Pilina Cimadevilla nació en Madrid el 17 de febrero de 1952 y fue la cuarta de siete hermanos, siendo bautizada en la Parroquia de San Ginés. Pilina cursó sus estudios en el Colegio de Religiosas de Cristo Rey, iniciativa de las Hijas de Cristo Rey. El 15 de mayo de 1959 recibió la Primera Comunión.
Con 9 años fue internada en el primer Hospital Militar Gómez Ulla de Madrid, debido a una enfermedad dolorosa, siendo diagnosticada con la enfermedad de Hodgkin. Estuvo internada recibiendo tratamiento, siendo atendida por las religiosas Hijas de la Caridad quienes le proponen formar parte de la Unión de Enfermos Misioneros. Aquí es donde comenzó a mostrarse lo extraordinario de Pilina: su heroísmo en el sufrimiento, sorprendiendo a los que la conocieron. No se quejaba de sus fuertes dolores, no solicitaba sino la ayuda indispensable y se preocupaba más de los demás que de ella misma.
Falleció el día 6 de marzo de 1962. Su cuerpo descansa en la Capilla de la Virgen del Castillo en la Parroquia de San Ginés, en Madrid. 
Se han publicado varias biografías sobre su vida, destacando la del profesor Alfonso López Quintás. En todas ellas se refleja cómo Pilina aceptó su enfermedad y decidió ofrecer su sufrimiento a Dios por los misioneros del mundo, convirtiéndose de esta manera en enferma misionera. 
Aparte de la biografía de López Quintás, cabe destacar la de Adolfo Olivera Sánchez, la de Teresa Resusta, la de Javier Paredes o la de Adrián Mercado López.

## Proceso de beatificación
La Congregación para las Causas de los Santos promulgó el 19 de abril de 2004 quince nuevos decretos que abren la puerta a las canonizaciones y beatificaciones de numerosos Siervos de Dios, incluyendo a Pilina. La Congregación también proclamó las virtudes heroicas de esta Sierva de Dios, y su causa queda solamente a la espera de la confirmación de la fecha de la Beatificación.